# Norrköpings besluts gods
Norrköpings besluts gods, kallades en form av ärftliga län, vilkas natur närmare reglerades genom bestämmelser, som på Karl IX:s förslag gavs genom beslut på Riksdagen i Norrköping 1604. 
Bestämmelserna tillkom som en begränsning i den under senare delen av 1500-talet efter hand framvuxna seden att understundom bortge kronans gods eller räntor åt enskilda till evärdlig egendom. De innebar, att framdeles inga donationer i jordagods och liggande grunder finge ges av kungen (eller hertigar) på andra villkor, än att 
1. mottagaren skulle vid inträffande regentbyte söka stadfästelse på godset hos den nye kungen (eller hertigen);
2. innehavaren icke fick sälja eller panta godset, utan att först ha hembjudit det åt kungen (eller hertigen);
3. godset, om mottagaren avled utan manliga bröstarvingar, skulle återfalla till kronan eller dit, varifrån det kommit, och icke gå i bak- eller sidoarv;
4. dock att dotter, om han efterlämnade sådan, av överheten skulle erhålla en årlig brudskatt samt att, därest hon toge en sådan man, att kungen (eller hertigen) kunde nöja sig med honom, länet skulle förlängas in på honom och bådas äkta mansarvingar.

Rätteligen sökt stadfästelse ansågs enligt tidens uppfattning ej kunna förvägras, vilket också lagfästes genom 1617 års adelsprivilegier. I strid mot Norrköpings beslut bortgavs emellertid under den följande tiden, med början redan under Karl IX, gods på vidsträcktare arvsrättsvillkor, snart även, särskilt under Gustav II Adolf, att besittas under "evärdlig ägo" som vanliga arvegods. I fråga om arvsrätten till Norrköpings besluts gods uttalade sig också under drottning Kristinas förmyndarregering rådet 5 september 1634 att, om inga manliga barn fanns, "då förstås Norrköpings beslut på manliga bak- och sidoarvingar, nämligen bröder eller bröders barn". 
Beträffande kvinnosidans rättigheter bestämdes i rådet 7 juni 1633 att, om hustrun tillika med mannen var nämnd i donationsbrevet, hon skulle behålla godset under sitt änkestånd och att döttrar skulle njuta tre års ränta som brudskatt; men vad döttrarna beträffar, förefaller regeringen ha velat inskränka deras rättigheter därtill, och endast undvikande besvarade den klagomål från adeln (i besvär 1638), att stadgandet om dotterns makes rätt till godset ofta blev kraftlöst och hon blott fick tre års ränta. Genom reduktionsbeslutet på 1655 års riksdag förbjöds ånyo att framdeles ge frälsedonationer annat än på Norrköpings besluts villkor och bestämdes jämväl, att alla sådana, som sedan Gustav II Adolfs död getts på vidsträcktare villkor, skulle förvandlas till Norrköpings besluts gods. 
Under Karl XI:s reduktion drogs dessa gods till kronan.
Omkr. 1655 har inom Sverige och Finland samt Ingermanland uppbörden i huvudräntor å gods, bortgivna på Norrköpings besluts eller likartade villkor sedan 1611, beräknats till minst 496 000 daler silvermynt, varav omkr. 100 000 daler silvermynt bortgivna under Gustav II Adolfs regering, omkring 64 000 under förmyndartiden och omkring 332 000 under drottning Kristinas egen regering. Motsvarande siffror för gods, bortgivna på vidsträcktare villkor, kan för de olika regeringarna beräknas till resp. minst 80 000, 10 500 och 67 000, det vill säga en totalsumma av 157 500. Grev- och friherreskap är härvid ej inräknade; siffran för dem kan beräknas för Gustav II Adolfs regering till 34 000 och för drottning Kristinas regering till 152 500 daler silvermynt  (under Kristinas förmyndarregering utdelades inget grev- eller friherreskap).